# Charles Jules de Surville
Pour les articles homonymes, voir Surville.
Charles Jules de Surville, né à Nîmes le 2 octobre 1818 et mort à Toulon le 24 septembre 1879, est un amiral français, officier puis commandeur de la Légion d'honneur. Il fut commandant du yacht impérial "L'AIGLE".

## Biographie
Il entre à l'École navale en 1834, et devient aspirant  le 19 septembre 1836. Il prend ensuite part à la campagne autour du monde sur l'Artémise en 1837, passe enseigne de vaisseau en 1840 et aide de camp de l'amiral Casy.
Lieutenant de vaisseau en 1845, il est l'aide de camp du préfet maritime de Toulon de 1847 à 1849 et aide major de l'escadre d'évolutions sur le Friendland de 1849 à 1851.
Passé capitaine de frégate en 1854 et aide de camp de l'amiral Parseval-Deschênes, il prend part à la campagne en Baltique et au bombardement de Bomarsund, dont il reçoit la capitulation. Il se fait d'ailleurs remarquer lors de cette campagne par son sang-froid et son courage.
Il est nommé membre de la sous-commission de tactique en 1855.
Capitaine de vaisseau en 1860, il participe à l'expédition de Crimée et de Cochinchine dans l'escadre de l'amiral Charner. Il est fait commandeur de la Légion d'honneur en 1865, puis participe à la campagne d'Italie en 1867.
Il est nommé président de la commission de réception des paquebots des Messageries impériales en 1867.
Il est commandant du yacht impérial Aigle de 1868 à 1870, et conduit l'impératrice Eugénie à l'inauguration du canal de Suez en 1869.
Promu contre-amiral en 1870, il est nommé major-général à Toulon.
Il commande la division des Antilles de 1872 à 1873.
Il est membre du Conseil d'Amirauté à partir de 1875.
En 1876, il est promu au grade de Vice-amiral, puis il est nommé préfet maritime de Lorient en 1877 et préfet maritime de Toulon en 1878.